# Élections municipales de 2017 dans La Vallée-de-la-Gatineau
Pour un article plus général, voir Élections municipales de 2017 en Outaouais.
Cet article concerne les élections municipales de 2017 en Outaouais dans la municipalité régionale de comté dans La Vallée-de-la-Gatineau.

## Aumond
| Candidats pour la mairie                               | Vote | %     |
| ------------------------------------------------------ | ---- | ----- |
| Alphée Moreau (Sortant d'un autre poste)               | 237  | 59,70 |
| Dorothy Darby St-Marseille (Sortante d'un autre poste) | 160  | 40,30 |
| Taux de participation : 55,8 %                         |      |       |

| Candidats conseiller #1 | Vote            | %               |
| ----------------------- | --------------- | --------------- |
| Barry Ardis             | Sans opposition | Sans opposition |

| Candidats conseiller #2 | Vote            | %               |
| ----------------------- | --------------- | --------------- |
| Ariane Guilbault        | Sans opposition | Sans opposition |

| Candidats conseiller #3  | Vote | %     |
| ------------------------ | ---- | ----- |
| Mario Langevin (Sortant) | 285  | 72,15 |
| Aline Lafond             | 110  | 27,85 |

| Candidats conseiller #4 | Vote            | %               |
| ----------------------- | --------------- | --------------- |
| Robert Piché (Sortant)  | Sans opposition | Sans opposition |

| Candidats conseiller #5                  | Vote | %     |
| ---------------------------------------- | ---- | ----- |
| Denis Charron (Sortant d'un autre poste) | 215  | 54,57 |
| Martin Ouellette                         | 179  | 45,43 |

| Candidats conseiller #6 | Vote            | %               |
| ----------------------- | --------------- | --------------- |
| Anne Lévesque           | Sans opposition | Sans opposition |

## Blue Sea
| Candidats pour la mairie       | Vote | %     |
| ------------------------------ | ---- | ----- |
| Laurent Fortin (Sortant)       | 340  | 65,13 |
| Paul Rondeau                   | 182  | 34,87 |
| Taux de participation : 64,4 % |      |       |

| Candidats conseiller #1  | Vote | %     |
| ------------------------ | ---- | ----- |
| Michael Simard (Sortant) | 181  | 34,74 |
| Sylvie Garneau           | 170  | 32,63 |
| Gail Lafond              | 170  | 32,63 |

| Candidats conseiller #2    | Vote            | %               |
| -------------------------- | --------------- | --------------- |
| Pierre Normandin (Sortant) | Sans opposition | Sans opposition |

| Candidats conseiller #3 | Vote | %     |
| ----------------------- | ---- | ----- |
| Marc Lacroix (Sortant)  | 268  | 51,34 |
| Janique Courchesne      | 254  | 48,66 |

| Candidats conseiller #4 | Vote | %     |
| ----------------------- | ---- | ----- |
| Gérard Lacaille         | 341  | 66,34 |
| Pierre Rochon           | 173  | 33,66 |

| Candidats conseiller #5     | Vote | %     |
| --------------------------- | ---- | ----- |
| Paul Dénommé                | 294  | 57,31 |
| Isabelle Clément (Sortante) | 219  | 42,69 |

| Candidats conseiller #6   | Vote | %     |
| ------------------------- | ---- | ----- |
| Marielle Cousineau Fortin | 260  | 50,19 |
| Jacques Saumure           | 146  | 28,19 |
| Raymond Tremblay          | 112  | 21,62 |

## Bois-Franc
| Candidats pour la mairie       | Vote | %     |
| ------------------------------ | ---- | ----- |
| Julie Jolivette (Sortante)     | 149  | 53,60 |
| Armand Hubert                  | 129  | 46,40 |
| Taux de participation : 76,9 % |      |       |

| Candidats conseiller #1 | Vote            | %               |
| ----------------------- | --------------- | --------------- |
| Kim Bernatchez          | Sans opposition | Sans opposition |

| Candidats conseiller #2 | Vote            | %               |
| ----------------------- | --------------- | --------------- |
| François Beaumont       | Sans opposition | Sans opposition |

| Candidats conseiller #3 | Vote | %     |
| ----------------------- | ---- | ----- |
| Arnold Holmes           | 169  | 61,23 |
| Conrad Hubert (Sortant) | 107  | 38,77 |

| Candidats conseiller #4     | Vote            | %               |
| --------------------------- | --------------- | --------------- |
| Michelle Payette (Sortante) | Sans opposition | Sans opposition |

| Candidats conseiller #5       | Vote            | %               |
| ----------------------------- | --------------- | --------------- |
| Philippe St-Jacques (Sortant) | Sans opposition | Sans opposition |

| Candidats conseiller #6 | Vote            | %               |
| ----------------------- | --------------- | --------------- |
| Sylvie Lévesque         | Sans opposition | Sans opposition |

## Bouchette
| Candidats pour la mairie                   | Vote | %     |
| ------------------------------------------ | ---- | ----- |
| Gilles Bastien                             | 275  | 57,17 |
| Karo Poirier (Sortante d'un autre poste)   | 163  | 33,89 |
| Pierre Parisien (Sortant d'un autre poste) | 43   | 8,94  |
| Taux de participation : 76,9 %             |      |       |

| Candidats conseiller #1 | Vote            | %               |
| ----------------------- | --------------- | --------------- |
| Michel Lamoureux        | Sans opposition | Sans opposition |

| Candidats conseiller #2 | Vote            | %               |
| ----------------------- | --------------- | --------------- |
| Pascal Saumure          | Sans opposition | Sans opposition |

| Candidats conseiller #3  | Vote | %     |
| ------------------------ | ---- | ----- |
| Yvon Pelletier (Sortant) | 270  | 56,60 |
| Louis Maheu              | 207  | 43,40 |

| Candidats conseiller #4 | Vote            | %               |
| ----------------------- | --------------- | --------------- |
| Monique Pelletier       | Sans opposition | Sans opposition |

| Candidats conseiller #5  | Vote | %     |
| ------------------------ | ---- | ----- |
| Ariane Matteau           | 288  | 60,13 |
| Gaston Lacroix (Sortant) | 191  | 39,87 |

| Candidats conseiller #6 | Vote | %     |
| ----------------------- | ---- | ----- |
| Jean Daoust             | 289  | 60,84 |
| Pierre Bergeron         | 186  | 39,16 |

## Cayamant
| Candidats pour la mairie                   | Vote | %     |
| ------------------------------------------ | ---- | ----- |
| Nicolas Malette (Sortant d'un autre poste) | 330  | 55,00 |
| Suzanne Vallières                          | 233  | 38,83 |
| Mariette McMillan                          | 37   | 6,17  |
| Taux de participation : 60,1 %             |      |       |

| Candidats conseiller #1 | Vote | %     |
| ----------------------- | ---- | ----- |
| Sylvie Paquette         | 315  | 52,94 |
| Raymond Blais (Sortant) | 280  | 47,06 |

| Candidats conseiller #2   | Vote | %     |
| ------------------------- | ---- | ----- |
| Robert Gaudette (Sortant) | 305  | 51,69 |
| Suzanne Labelle Lamarche  | 285  | 48,31 |

| Candidats conseiller #3 | Vote | %     |
| ----------------------- | ---- | ----- |
| Mélissa Rochon          | 370  | 62,08 |
| Richard Poirier         | 226  | 37,92 |

| Candidats conseiller #4 | Vote | %     |
| ----------------------- | ---- | ----- |
| Lise Crêtes (Sortante)  | 409  | 69,68 |
| Ginette St-Amour        | 178  | 30,32 |

| Candidats conseiller #5    | Vote | %     |
| -------------------------- | ---- | ----- |
| Philippe Labelle (Sortant) | 220  | 36,79 |
| François Raizenne          | 180  | 30,10 |
| Karine Pelletier           | 163  | 27,26 |
| Jean Roy                   | 35   | 5,85  |

| Candidats conseiller #6 | Vote | %     |
| ----------------------- | ---- | ----- |
| Sonia Rochon            | 321  | 53,95 |
| Robert Berniquez        | 207  | 34,79 |
| Robert Prud'homme       | 67   | 11,26 |

## Denholm
| Candidats pour la mairie | Vote            | %               |
| ------------------------ | --------------- | --------------- |
| Gaétan Guindon (Sortant) | Sans opposition | Sans opposition |

| Candidats conseiller #1                    | Vote | %     |
| ------------------------------------------ | ---- | ----- |
| Richard Poirier (Sortant d'un autre poste) | 98   | 61,25 |
| Marie Gagnon (Sortante)                    | 62   | 38,75 |

| Candidats conseiller #2  | Vote            | %               |
| ------------------------ | --------------- | --------------- |
| Sylvie Lagacé (Sortante) | Sans opposition | Sans opposition |

| Candidats conseiller #3 | Vote            | %               |
| ----------------------- | --------------- | --------------- |
| Marc Gratton            | Sans opposition | Sans opposition |

| Candidats conseiller #4 | Vote | %     |
| ----------------------- | ---- | ----- |
| Paul Brouillard         | 113  | 71,07 |
| Gilles Monette          | 46   | 28,93 |

| Candidats conseiller #5 | Vote            | %               |
| ----------------------- | --------------- | --------------- |
| Anick Gagnon (Sortante) | Sans opposition | Sans opposition |

| Candidats conseiller #6    | Vote            | %               |
| -------------------------- | --------------- | --------------- |
| Danielle Cillis (Sortante) | Sans opposition | Sans opposition |

- Démission de Sylvie Lagacé (conseillère #2) le 25 septembre 2019[1].
- Élection de Marie Gagnon au poste de conseillère #2 le 17 novembre 2019[2].

| Candidats conseiller #2 | Vote | % |
| ----------------------- | ---- | - |
| Marie Gagnon            |      |   |

## Déléage
| Candidats pour la mairie       | Vote | %     |
| ------------------------------ | ---- | ----- |
| Raymond Morin                  | 453  | 51,07 |
| Anne Potvin                    | 434  | 48,93 |
| Taux de participation : 54,8 % |      |       |

| Candidats conseiller #1 | Vote | %     |
| ----------------------- | ---- | ----- |
| Louise Charlebois       | 459  | 51,28 |
| Daniel Lyrette          | 436  | 48,72 |

| Candidats conseiller #2    | Vote            | %               |
| -------------------------- | --------------- | --------------- |
| Gilles Jolivette (Sortant) | Sans opposition | Sans opposition |

| Candidats conseiller #3 | Vote            | %               |
| ----------------------- | --------------- | --------------- |
| Denis Brazeau (Sortant) | Sans opposition | Sans opposition |

| Candidats conseiller #4 | Vote | %     |
| ----------------------- | ---- | ----- |
| Michelle Briand         | 392  | 43,80 |
| Gaston Morin            | 257  | 28,72 |
| Rachel Joly             | 246  | 27,49 |

| Candidats conseiller #5 | Vote            | %               |
| ----------------------- | --------------- | --------------- |
| Michel Guy (Sortant)    | Sans opposition | Sans opposition |

| Candidats conseiller #6 | Vote            | %               |
| ----------------------- | --------------- | --------------- |
| Jean-Pierre Morin       | Sans opposition | Sans opposition |

## Egan-Sud
| Candidats pour la mairie | Vote            | %               |
| ------------------------ | --------------- | --------------- |
| Neil Gagnon (Sortant)    | Sans opposition | Sans opposition |

| Candidats conseiller #1 | Vote            | %               |
| ----------------------- | --------------- | --------------- |
| Patrick Feeny (Sortant) | Sans opposition | Sans opposition |

| Candidats conseiller #2 | Vote            | %               |
| ----------------------- | --------------- | --------------- |
| John David McFaul       | Sans opposition | Sans opposition |

| Candidats conseiller #3  | Vote            | %               |
| ------------------------ | --------------- | --------------- |
| Pierre Laramée (Sortant) | Sans opposition | Sans opposition |

| Candidats conseiller #4 | Vote            | %               |
| ----------------------- | --------------- | --------------- |
| Jeannot Emond (Sortant) | Sans opposition | Sans opposition |

| Candidats conseiller #5    | Vote            | %               |
| -------------------------- | --------------- | --------------- |
| Jean-René Martin (Sortant) | Sans opposition | Sans opposition |

| Candidats conseiller #6 | Vote            | %               |
| ----------------------- | --------------- | --------------- |
| Yvan St-Amour (Sortant) | Sans opposition | Sans opposition |

- Démission de John David McFaul (conseiller #2) le 8 septembre 2020[3].

## Gracefield
| Candidats pour la mairie       | Vote | %     |
| ------------------------------ | ---- | ----- |
| Réal Rochon                    | 680  | 47,32 |
| Paul Caron                     | 395  | 27,49 |
| Joanne Poulin (Sortante)       | 362  | 25,19 |
| Taux de participation : 56,3 % |      |       |

| Candidats conseiller #1   | Vote | %     |
| ------------------------- | ---- | ----- |
| Claude Gauthier (Sortant) | 673  | 47,56 |
| Mélanie Lefebvre          | 605  | 42,76 |
| Manon Ferland             | 137  | 9,68  |

| Candidats conseiller #2 | Vote | %     |
| ----------------------- | ---- | ----- |
| Alain Labelle (Sortant) | 682  | 48,71 |
| Valérie Collin          | 368  | 26,29 |
| Jacqueline Danis        | 350  | 25,00 |

| Candidats conseiller #3     | Vote | %     |
| --------------------------- | ---- | ----- |
| Mathieu Caron               | 633  | 45,47 |
| Jocelyne Johnson (Sortante) | 558  | 40,09 |
| Mario St-Amour              | 201  | 14,44 |

| Candidats conseiller #4    | Vote | %     |
| -------------------------- | ---- | ----- |
| Katy Barbe                 | 457  | 32,76 |
| Jean-Marie Gauthier        | 402  | 28,82 |
| Madeleine Caron Desrosiers | 303  | 21,72 |
| Nathalie Barbe             | 233  | 16,70 |

| Candidats conseiller #5 | Vote | %     |
| ----------------------- | ---- | ----- |
| Hugo Guénette           | 872  | 62,24 |
| Bernard Caron (Sortant) | 529  | 37,76 |

| Candidats conseiller #6 | Vote | %     |
| ----------------------- | ---- | ----- |
| Bernard Duffy           | 474  | 34,80 |
| Jean-Philippe Caron     | 448  | 32,89 |
| Claire Rondeau          | 440  | 32,31 |

## Grand-Remous
| Candidats pour la mairie                     | Vote | %     |
| -------------------------------------------- | ---- | ----- |
| Jocelyne Lyrette (Sortante d'un autre poste) | 273  | 41,36 |
| Yvon Quevillon                               | 259  | 39,24 |
| Janique Labelle                              | 128  | 19,39 |
| Taux de participation : N/A %                |      |       |

| Candidats conseiller #1 | Vote | %     |
| ----------------------- | ---- | ----- |
| Christiane Cyr          | 415  | 63,75 |
| Nicolas Chaussé         | 236  | 36,25 |

| Candidats conseiller #2 | Vote | %     |
| ----------------------- | ---- | ----- |
| Julie Paiement          | 540  | 85,71 |
| Gaston Guindon          | 90   | 14,29 |

| Candidats conseiller #3 | Vote | %     |
| ----------------------- | ---- | ----- |
| Jacques Rodgers         | 356  | 54,35 |
| Vincent Cloutier        | 299  | 45,65 |

| Candidats conseiller #4                      | Vote | %     |
| -------------------------------------------- | ---- | ----- |
| Gilles Richard                               | 332  | 51,39 |
| Martine Coulombe (Sortante d'un autre poste) | 178  | 27,55 |
| Pierre Despres                               | 136  | 21,05 |

| Candidats conseiller #5 | Vote | %     |
| ----------------------- | ---- | ----- |
| Audrey Robitaille       | 441  | 67,85 |
| Christian Saumure       | 209  | 32,15 |

| Candidats conseiller #6                      | Vote | %     |
| -------------------------------------------- | ---- | ----- |
| Éric Bélanger (Sortant)                      | 463  | 71,67 |
| Patrick Courville (Sortant d'un autre poste) | 183  | 28,33 |

## Kazabazua
| Candidats pour la mairie                 | Vote | %     |
| ---------------------------------------- | ---- | ----- |
| Robert Bergeron                          | 209  | 48,16 |
| Ota Hora (Sortant)                       | 148  | 34,10 |
| Michel Collin (Sortant d'un autre poste) | 54   | 12,44 |
| Paul Liberty                             | 12   | 2,76  |
| Sylvain Sauvé                            | 11   | 2,53  |
| Taux de participation : 46,5 %           |      |       |

| Candidats conseiller #1 | Vote            | %               |
| ----------------------- | --------------- | --------------- |
| Paul Chamberlain        | Sans opposition | Sans opposition |

| Candidats conseiller #2 | Vote | %     |
| ----------------------- | ---- | ----- |
| Lynne Lachapelle        | 294  | 68,37 |
| Michel Régimbald        | 136  | 31,63 |

| Candidats conseiller #3 | Vote            | %               |
| ----------------------- | --------------- | --------------- |
| Lynn Noël               | Sans opposition | Sans opposition |

| Candidats conseiller #4   | Vote | %     |
| ------------------------- | ---- | ----- |
| Sylvain La France         | 204  | 47,66 |
| Kevin Molyneaux (Sortant) | 151  | 35,28 |
| Kenneth Lauzon            | 73   | 17,06 |

| Candidats conseiller #5 | Vote | %     |
| ----------------------- | ---- | ----- |
| Henri Chamberlain       | 340  | 79,25 |
| Amanda Molyneaux        | 89   | 20,75 |

| Candidats conseiller #6 | Vote            | %               |
| ----------------------- | --------------- | --------------- |
| Craig Gabie             | Sans opposition | Sans opposition |

## Lac-Sainte-Marie
| Candidats pour la mairie  | Vote            | %               |
| ------------------------- | --------------- | --------------- |
| Gary Lachapelle (Sortant) | Sans opposition | Sans opposition |

| Candidats conseiller #1 | Vote            | %               |
| ----------------------- | --------------- | --------------- |
| Cheryl Sage-Christensen | Sans opposition | Sans opposition |

| Candidats conseiller #2 | Vote            | %               |
| ----------------------- | --------------- | --------------- |
| Richard Léveillée       | Sans opposition | Sans opposition |

| Candidats conseiller #3 | Vote            | %               |
| ----------------------- | --------------- | --------------- |
| Denise Soucy (Sortante) | Sans opposition | Sans opposition |

| Candidats conseiller #4         | Vote            | %               |
| ------------------------------- | --------------- | --------------- |
| Françoise Lafrenière (Sortante) | Sans opposition | Sans opposition |

| Candidats conseiller #5 | Vote | %     |
| ----------------------- | ---- | ----- |
| Louise Robert           | 185  | 51,97 |
| Adrien (Sam) Emond      | 100  | 28,09 |
| Pierre Lemens           | 71   | 19,94 |

| Candidats conseiller #6 | Vote            | %               |
| ----------------------- | --------------- | --------------- |
| Charlie-Ann Dubeau      | Sans opposition | Sans opposition |

## Low
| Candidats pour la mairie       | Vote | %     |
| ------------------------------ | ---- | ----- |
| Carole Robert                  | 289  | 55,36 |
| Matthew Orlando                | 233  | 44,64 |
| Taux de participation : 46,7 % |      |       |

| Candidats conseiller #1 | Vote | %     |
| ----------------------- | ---- | ----- |
| Joanne Mayer (Sortante) | 280  | 54,16 |
| Fay McLaughlin          | 237  | 45,84 |

| Candidats conseiller #2 | Vote | %     |
| ----------------------- | ---- | ----- |
| Maureen Rice            | 330  | 63,95 |
| Tara Wakeling           | 186  | 36,05 |

| Candidats conseiller #3                     | Vote | %     |
| ------------------------------------------- | ---- | ----- |
| Lucie Cousineau                             | 415  | 79,65 |
| Morris O'Connor (Sortante d'un autre poste) | 106  | 20,35 |

| Candidats conseiller #4 | Vote | %     |
| ----------------------- | ---- | ----- |
| Luc Thivierge           | 210  | 40,70 |
| Kevin Morris            | 184  | 35,66 |
| Robert Rice             | 122  | 23,64 |

| Candidats conseiller #5 | Vote            | %               |
| ----------------------- | --------------- | --------------- |
| Roch Courville          | Sans opposition | Sans opposition |

| Candidats conseiller #6  | Vote | %     |
| ------------------------ | ---- | ----- |
| Ghyslain Robert          | 309  | 59,42 |
| Charles Kealey (Sortant) | 211  | 40,58 |

- Démission de Roch Courville (conseiller #5) durant le printemps-été 2018[4].
- Élection de Matthew Orlando au poste de conseiller #5[5],[4].

| Candidats conseiller #5 | Vote | %   |
| ----------------------- | ---- | --- |
| Matthew Orlando         | n/d  | n/d |
| Richard Charron         | n/d  | n/d |

- Démission de Lucie Cousineau (conseillère #3) en mars 2019[5].
- Démission de Matthew Orlando (conseiller #5) le 20 août 2020[6].

## Maniwaki
| Candidats pour la mairie                    | Vote | %     |
| ------------------------------------------- | ---- | ----- |
| Francine Fortin (Sortante d'un autre poste) | 669  | 37,13 |
| Michel Lyrette (Sortant d'un autre poste)   | 510  | 28,30 |
| Sylvain J. Forest                           | 384  | 21,31 |
| Jacques Cadieux (Sortant d'un autre poste)  | 239  | 13,26 |
| Taux de participation : 47,1 %              |      |       |

| Candidats district #1 | Vote | %     |
| --------------------- | ---- | ----- |
| Marc Gaudreau         | 169  | 53,48 |
| Daniel Morin          | 147  | 46,52 |

| Candidats district #2 | Vote            | %               |
| --------------------- | --------------- | --------------- |
| Sonny Constantineau   | Sans opposition | Sans opposition |

| Candidats district #3      | Vote | %     |
| -------------------------- | ---- | ----- |
| Maurice Richard            | 113  | 43,30 |
| Estelle Labelle (Sortante) | 100  | 38,31 |
| Richard Carpentier         | 48   | 18,39 |

| Candidats district #4    | Vote | %     |
| ------------------------ | ---- | ----- |
| Madeleine Lefebvre       | 139  | 46,03 |
| Marcel Fournier          | 98   | 32,45 |
| Louis-Philippe Larivière | 65   | 21,52 |

| Candidats district #5         | Vote | %     |
| ----------------------------- | ---- | ----- |
| Philippe Laramée              | 182  | 68,16 |
| Charlotte Thibault (Sortante) | 85   | 31,84 |

| Candidats district #6 | Vote | %     |
| --------------------- | ---- | ----- |
| Sophie Beaudoin       | 187  | 54,84 |
| Rémi Fortin (Sortant) | 154  | 45,16 |

## Messines
| Candidats pour la mairie       | Vote | %     |
| ------------------------------ | ---- | ----- |
| Ronald Cross (Sortant)         | 610  | 65,80 |
| Sylvain Marchand               | 317  | 34,20 |
| Taux de participation : 60,7 % |      |       |

| Candidats conseiller #1     | Vote | %     |
| --------------------------- | ---- | ----- |
| Anne Langevin               | 505  | 55,74 |
| Marcel St-Jacques (Sortant) | 401  | 44,26 |

| Candidats conseiller #2   | Vote | %     |
| ------------------------- | ---- | ----- |
| Annie Galipeau            | 603  | 65,61 |
| Charles Rondeau (Sortant) | 316  | 34,39 |

| Candidats conseiller #3 | Vote            | %               |
| ----------------------- | --------------- | --------------- |
| Eric Galipeau (Sortant) | Sans opposition | Sans opposition |

| Candidats conseiller #4  | Vote | %     |
| ------------------------ | ---- | ----- |
| Denis Bonhomme (Sortant) | 505  | 55,01 |
| Marylène Lacroix         | 413  | 44,99 |

| Candidats conseiller #5 | Vote            | %               |
| ----------------------- | --------------- | --------------- |
| Yves St-Jacques         | Sans opposition | Sans opposition |

| Candidats conseiller #6 | Vote | %     |
| ----------------------- | ---- | ----- |
| Jean-Guy Carignan       | 532  | 58,46 |
| Michel Maurice          | 378  | 41,54 |

## Montcerf-Lytton
| Candidats pour la mairie | Vote            | %               |
| ------------------------ | --------------- | --------------- |
| Alain Fortin (Sortant)   | Sans opposition | Sans opposition |

| Candidats conseiller #1         | Vote            | %               |
| ------------------------------- | --------------- | --------------- |
| Christianne Cloutier (Sortante) | Sans opposition | Sans opposition |

| Candidats conseiller #2  | Vote            | %               |
| ------------------------ | --------------- | --------------- |
| Michel Denommé (Sortant) | Sans opposition | Sans opposition |

| Candidats conseiller #3    | Vote            | %               |
| -------------------------- | --------------- | --------------- |
| Serge Lafontaine (Sortant) | Sans opposition | Sans opposition |

| Candidats conseiller #4     | Vote            | %               |
| --------------------------- | --------------- | --------------- |
| Claude Desjardins (Sortant) | Sans opposition | Sans opposition |

| Candidats conseiller #5       | Vote            | %               |
| ----------------------------- | --------------- | --------------- |
| J. Ward V. O'Connor (Sortant) | Sans opposition | Sans opposition |

| Candidats conseiller #6 | Vote | %     |
| ----------------------- | ---- | ----- |
| Marylin Brunet          | 196  | 65,99 |
| Réjean Lafond           | 101  | 34,01 |

- Démission de Marilyn Brunet (conseillère #6) en septembre 2019[7].
- Élection de Sébastien Émond au poste de conseiller #6 le 8 décembre 2019[8].

| Candidats conseiller #6 | Vote | %     |
| ----------------------- | ---- | ----- |
| Sébastien Émond         | 100  | 90,10 |
| Pierrette Lapratte      | 11   | 9,90  |

## Sainte-Thérèse-de-la-Gatineau
| Candidats pour la mairie       | Vote | %     |
| ------------------------------ | ---- | ----- |
| Roch Carpentier                | 289  | 83,05 |
| Archie Gorman                  | 59   | 16,95 |
| Taux de participation : 63,8 % |      |       |

| Candidats conseiller #1 | Vote            | %               |
| ----------------------- | --------------- | --------------- |
| Gilles Courchaine       | Sans opposition | Sans opposition |

| Candidats conseiller #2 | Vote            | %               |
| ----------------------- | --------------- | --------------- |
| Linda Lirette           | Sans opposition | Sans opposition |

| Candidats conseiller #3   | Vote            | %               |
| ------------------------- | --------------- | --------------- |
| Mélanie Renaud (Sortante) | Sans opposition | Sans opposition |

| Candidats conseiller #4 | Vote | %     |
| ----------------------- | ---- | ----- |
| Christiane Binette      | 227  | 65,80 |
| Jean-Louis Lacelle      | 118  | 34,20 |

| Candidats conseiller #5 | Vote            | %               |
| ----------------------- | --------------- | --------------- |
| Yves Morin (Sortant)    | Sans opposition | Sans opposition |

| Candidats conseiller #6 | Vote | %     |
| ----------------------- | ---- | ----- |
| Sylvie Leclair          | 197  | 56,61 |
| Roland Gorman (Sortant) | 151  | 43,39 |